# IKon
iKon (zapis stylizowany: iKON) (hangul: 아이콘) – południowokoreański boysband założony przez YG Entertainment. Grupa zadebiutowała w siedmioosobowym składzie: B.I, Jinhwan, Yunhyeong, Bobby, Donghyuk, Ju-ne oraz Chanwoo.
Grupa została przedstawiona po raz pierwszy w programie survival show WIN: Who Is Next stacji Mnet w 2014 roku, w którym rywalizowali jako drużyna B ze stażystami z YG Entertainment. Ostateczny skład zespołu został wyłoniony poprzez survival show MIX&MATCH w 2015 roku. Według prezesa YG Entertainment, Yang Hyun-suka, nazwa grupy nawiązuje do zamiaru stania się "ikoną Korei", stąd „K”. Grupa zadebiutowała 1 października 2015 roku wydając album Welcome Back. Nazwa ich oficjalnego fanklubu to iKONIC.

## Historia

### Przed debiutem
W 2009 roku, przed powstaniem zespołu, B.I wystąpił w piosence "Indian Boy" MC Monga. Wystąpił z artystą podczas SBS Dream Concert, a także w programie You Hee-yeol's Sketchbook. Wokalista Ju-ne w wieku trzynastu lat pojawił się w programie rozrywkowym Star King, a w 2011 roku wziął udział w talent show K-pop Star.

#### 2013:WIN: Who Is Next
W 2013 roku, w programie WIN: Who Is Next stacji Mnet, B.I, Bobby, Jinhwan, Ju-ne, Donghyuk oraz Yunhyeong konkurowało z grupą "Team A" jako "Team B" o szansę debiutu jako zespół. Po trzech rundach występów i publicznym głosowaniu ostatecznie zwyciężył "Team A", który zadebiutował jako WINNER. W programie grupa nagrała piosenki „Just Another Boy" i „Climax”.
9 listopada 2013 roku grupa B pojawiła się jako tancerze w teledysku Taeyanga do „Ringa Linga”.

#### 2014:Show Me The Money 3iMIX&MATCH
W 2014 roku Bobby i B.I uczestniczyli w trzecim sezonie konkursu raperskiego Show Me The Money, równocześnie z kręceniem programu MIX&MATCH. Oba programy zostały wyemitowane na kanale Mnet. B.I został wyeliminowany w Top 8 w odcinku siódmym, a Bobby został zwycięzcą sezonu. Podczas trwania programu obaj nagrali solowe piosenki; B.I wydał własną kompozycję "Be I", podczas gry Bobby nagrał cztery utwory: "L4L (Lookin' For Luv)", "YGGR#hiphop" (kor.연결고리#힙합), "GO" (kor. 가) i "Raise Your Guard and Bounce" (kor. 가드올리고 Bounce).
12-13 kwietnia 2014 roku grupa Team B wystąpiła podczas japońskiej trasy YG Family w Kyocera Dome w Osace.
W czerwcu 2014 roku Team B pojawiła się w programie survivalowym MIX&MATCH, będącym kontynuacją WIN: Who Is Next. Celem programu było wybranie ostatecznego składu iKON. Podczas gdy Bobby, B.I i Jinhwan mieli zagwarantowane miejsce w nowym zespole, pozostali członkowie Teamu B rywalizowali przeciwko trzem nowym stażystom: Jung Jin-hyeong, Yang Hong-seok oraz Jung Chan-woo, którzy wcześniej występowali w telewizji koreańskiej jako aktorzy dziecięcy.
150 tys. fanów zgłosiło się do udziału w końcowym występie programu, a przed ogłoszeniem oficjalnego składu iKON, serwer blogów YG Entertainment zawiesił się. Ostateczny skład zespołu zawierał trzech pozostałych członków Teamu B, z dodatkiem Chanwoo. Po sukcesie programu odbyły się fanmeetingi w Korei, Japonii i Chinach.
15 grudnia 2014 roku iKON wystąpili jako opening act podczas trasy Japan Dome Tour X. 28 stycznia 2015 roku Billboard wymieniło grupę jako „Top 5 K-Pop Artists to Watch in 2015”. Byli jedynym zespołem na liście, który jeszcze nie zadebiutował.

### 2015: Debiut zWelcome Back
Po kilku odroczeniach oficjalny debiut zespołu został zapowiedziany na stronie internetowej YG Entertainment na 15 września 2015 roku. Agencja poinformowała, że iKON wydadzą swój debiutancki album Welcome Back w dwóch częściach. Pierwsza połowa albumu miała zostać wydana 1 października, a całość – 2 listopada. Lista utworów z pierwszej połowy albumu została opublikowana 24 września. Lider grupy B.I był producentem i współtwórcą wszystkich utworów z albumu i razem z Bobbym współpracował w pisaniu tekstów na płycie; wokalista Ju-ne uczestniczył w komponowaniu jednego z głównych singli – „Rhythm Ta”.
15 września 2015 roku iKON wydali przeddebiutowy singel „My Type” wraz z teledyskiem. W ciągu 24 godzin od jej udostępnienia liczba odsłon teledysku przekroczyła 1,7 mln wyświetleń na YouTube. Grupa wystąpiła po raz pierwszy w programie muzycznym Show! Music Core 26 września 2015 roku. 24 września „My Type” znalazł się jednocześnie na pierwszym miejscu list digital, download i streaming Gaon Chart. 18 września singel uplasował się na 1. miejscu chińskich list QQ Music i Youku. iKON stali się trendem na stronie Weibo, na której frazę wyszukano ponad 1,3 mld razy.
Połowa debiutanckiego albumu Welcome Back ukazała się cyfrowo 1 października. Pierwszy koncert, Showtime, odbył się 3 października w Seoul Olympic Gymnastics Arena, zgromadził 13 tys. fanów. Showtime był transmitowany na żywo przez Naver's V App i obejrzany przez ponad 500 tys. osób. 4 października, dzień po ich debiutanckim koncercie, grupa wystąpiła po raz pierwszy w programie Inkigayo z „Rhythm Ta” i „Airplane”, zdobywając trzecią nagrodę w programie muzycznym za „My Type”. 8 października zdobyli nagrodę w programie M Countdown za „Rhythm Ta”.
W październiku iKON rozpoczęli serię fanmeetingów w Japonii, "iKONTACT", które odbyły się w Tokio, Aichi, Fukuoce i Osace, gromadząc łącznie 26600 fanów. 15 października singel „My Type” osiągnął All-Kill, a połówka debiutanckiego albumu sprzedała się w liczbie 82 208. 28 października agencja poinformowała, że premiera pełnego albumu zostanie opóźniona do 14 grudnia, a dodatkowy singel cyfrowy z dwoma utworami zostanie wydany 16 listopada. Album studyjny ostateczne ukazał się 24 grudnia 2015 roku.

### 2016: Debiut w Japonii i trasy azjatyckie
13 stycznia 2016 roku zespół zadebiutował w Japonii wydając japońską wersję ich debiutanckiego albumu – Welcome Back, który sprzedał się w liczbie 61 508 egzemplarzy w pierwszym tygodniu sprzedaży i uplasował na 3. miejscu listy Oricon Weekly Album Chart. iKON zdobyli nagrody dla nowego artysty i dla najlepszego artysty podczas 58. Japan Record Awards. Łącznie z koreańską wersją album sprzedał się w Japonii w liczbie ponad 100 000 egzemplarzy z końcem 2016 roku.
30 stycznia rozpoczęła się pierwsza azjatycka trasa iKONu, iKoncert 2016: Showtime Tour. Pierwsze dwa koncerty odbyły się w Seulu, a zespół koncertował także W Japonii, Hongkongu, Chinach, Singapurze, Indonezji, Malezji, Tajlandii i na Tajwanie, zakończyła się 3 września. 1 lipca YG Entertainment zapowiedziało japońską trasę iKON Japan Tour 2016, podczas której zespół miał wystąpić w 5 miastach z 14 koncertami. Ze względu na duże zainteresowanie trasa została przedłużona gromadząc łącznie 176 tys. fanów. Łączna widownia japońskiej części trasy iKoncert 2016: Showtime Tour oraz iKON Japan Tour 2016 wyniosła 322 tys. osób. 14 listopada YGEX zapowiedziało drugą część trasy iKON Japan Tour w 2017 roku z powodu sukcesu pierwszej części tournée; trasa rozpoczęła się 10 lutego 2017 roku.
30 maja grupa wydała cyfrowy singel „#WYD” (kor. 오늘 모해 (#WYD), skrót od What You Doing). Utwór zadebiutował na trzecim miejscu listy Gaon Digital Chart. 28 września ukazał się pierwszy japoński singel iKONu DUMB & DUMBER, w wersji CD i CD+DVD. Zadebiutował na pierwszym miejscu listy Oricon Weekly Single Chart.
Grupa wzięła udział w chińskim programie tanecznym Heroes of Remix (chn. 盖世英雄) w połowie 2016 roku, obok Psy'a w roli mentora. Byli najczęściej wygrywającymi artystami w programie, wygrywając trzy tygodnie i zyskując dobre recenzje za ich występy. Jednak w związku z kwestią THAAD, grupa została całkowicie wycięta z ostatnich odcinków programu. Ich aktywności w programie i trasa po Chinach przyniosła im nagrody Asian Most Popular Korean Group podczas China Music Awards, Best Group in Netease Attitude Awards, Best New Force Group i Album of the Year podczas QQ Music Awards.

### 2017–2018: TrasaJapan Dome Tour,Return,New Kids: ContinueiNew Kids: The Final
11 lutego 2017 roku ogłoszono, że iKON rozpocznie swoją pierwszą trasę koncertową „dome”; dwa pierwsze koncerty odbyły się w Osaka Dome i Seibu Dome, podczas których szacowano zgromadzić 90 tys. fanów. Dzięki temu iKON zostali pierwszym zespołem, który w rok i 9 miesięcy od debiutu udał się w trasę „dome” w Japonii. 18 czerwca YGEX ogłosiło 22 dodatkowe koncerty w ośmiu miastach japońskich, na których szacowano zgromadzić łącznie 233 tys. fanów.
2 marca YG Entertainment potwierdziło, że iKON rozpoczął zdjęcia do dwóch teledysków z nowego albumu, który miał zostać wydany w kwietniu. Podczas kręcenia teledysku Chanwoo zranił się w kostkę, w związku z czym zdjęcia zostały przełożone. 5 marca ukazał się singel cyfrowy pt. „Rubber Band”. Wytwórnia potwierdziła, że wydadzą nową serię pt. New Kids, a albumy wydawane będą nieprzerwanie w 2017 roku. Pierwsze wydawnictwo, singel pt. New Kids: Begin, ukazało się 22 maja.
W styczniu 2018 roku iKON zapowiedzieli powrót z drugim studyjnym albumem zatytułowanym Return. Album ukazał się 25 stycznia. 5 lutego główny singel „Love Scenario” zdobył Perfect All-Kill zajmując 1. miejsce w rankingach czasu rzeczywistego i dziennych: iChart, Melon, Genie, Bugs, Mnet, Naver i Soribada, a także rankingu czasu rzeczywistego i tygodniowego iChart Instiz. iKON zostali drugą grupa męską, która osiągnęła Perfect All-Kill od założenia iChart w 2010 roku. Grupa została nazwana przez Genie Music najlepszym artystą pierwszej połowy 2018 roku, ponieważ przez 35 dni zajmowała pierwsze miejsce codziennego rankingu.
iKON ukończyli trzyczęściową serię „New Kids”: minialbum New Kids: Continue, wraz z teledyskiem do głównego utworu – „Killing Me” (kor. 죽겠다 (Killing Me)), ukazał się 2 sierpnia, a minialbum New Kids: The Final – 1 października.

### 2019–2021: Odejście B.I z zespołu,I DecideiKingdom: Legendary War
7 stycznia 2019 roku ukazała się kompilacja New Kids Repackage: The New Kids, która zawierała piosenki z płyt Return, New Kids: Begin, New Kids: Continue, New Kids: The Final i singla cyfrowego „Rubber Band”, a także główny singel i jedyny nowy utwór – „I’m OK”. Japońska edycja płyty, pt. New Kids, ukazała się 27 lutego.
12 czerwca lider grupy, B.I, ogłosił odejście ze zespołu wraz z rozwiązaniem kontraktu z YG po tym, jak agencja informacyjna Dispatch ujawniła, że próbował kupić nielegalne środki odurzające w 2016 roku.
Trzeci minialbum zespołu, pt. i DECIDE ukazał się 6 lutego 2020 roku.
3 marca 2021 roku iKon wydali cyfrowy singel „Why Why Why”.
iKon, wraz z pięcioma innymi grupami, wzięli udział w programie Kingdom: Legendary War, który rozpoczął emisję w kwietniu 2021 roku.

### Od 2022:Flashback,odejście z YG Entertainment
3 maja 2022 roku iKon wydali swój czwarty minialbum Flashback wraz z główny singlem „But You”. W lipcu grupa zorganizowała iKon Japan Tour 2022 w Kobe i Tokio, gdzie prawie wszystkie koncerty zostały wyprzedane. 
30 grudnia 2022 roku wszyscy członkowie iKON zakończyli po 7 latach kontrakty z YG Entertainment.
1 stycznia 2023 roku wszyscy członkowie iKON podpisali kontrakty z 143 Entertainment i planują wydanie nowego albumu w kwietniu.

## Członkowie

### Obecni
| Pseudonim   | Pseudonim | Prawdziwe imię  | Prawdziwe imię | Data urodzenia        | Pozycja                    |
| Latynizacja | Hangul    | Latynizacja     | Hangul         | Data urodzenia        | Pozycja                    |
| ----------- | --------- | --------------- | -------------- | --------------------- | -------------------------- |
| Jinhwan     | 진환      | Kim Jin-hwan    | 김진환         | 7 lutego 1994(dts)    | główny wokal               |
| Yunhyeong   | 윤형      | Song Yun-hyeong | 송윤형         | 8 lutego 1995(dts)    | wokal wspomagający         |
| Bobby       | 바비      | Kim Ji-won      | 김지원         | 21 grudnia 1995(dts)  | główny raper               |
| Donghyuk    | 동혁      | Kim Dong-hyuk   | 김동혁         | 3 stycznia 1997(dts)  | wokal wspomagający         |
| Ju-ne       | 주네      | Koo Jun-hoe     | 구준회         | 31 marca 1997(dts)    | główny wokal               |
| Chanwoo     | 찬우      | Jung Chan-woo   | 정찬우         | 26 stycznia 1998(dts) | wokal wspomagający, maknae |

### Byli
| Pseudonim   | Pseudonim | Prawdziwe imię | Prawdziwe imię | Data urodzenia            | Pozycja                 |
| Latynizacja | Hangul    | Latynizacja    | Hangul         | Data urodzenia            | Pozycja                 |
| ----------- | --------- | -------------- | -------------- | ------------------------- | ----------------------- |
| B.I         | 비아이    | Kim Han-bin    | 김한빈         | 22 października 1996(dts) | lider, prowadzący raper |

## Dyskografia

### Albumy studyjne
| Rok        | Dane dot. albumu                                                                                               | Najwyższa pozycja | Najwyższa pozycja | Najwyższa pozycja | Sprzedaż                       |
| Rok        | Dane dot. albumu                                                                                               | KOR               | JPN               | US World Albums   | Sprzedaż                       |
| Koreańskie | Koreańskie | Koreańskie        | Koreańskie        | Koreańskie        | Koreańskie                     |
| ---------- | --- | ----------------- | ----------------- | ----------------- | ------------------------------ |
| 2015       | Welcome Back (Half) - Wydany: 1 października 2015 - Wytwórnia: YG Entertainment - Format: CD, digital download | 1                 | 22                | 3                 | - KOR: 65 171+                 |
| 2015       | Welcome Back (Full) - Wydany: 24 grudnia 2015 - Wytwórnia: YG Entertainment - Format: CD, digital download     | 1                 | 3                 | 2                 | - KOR: 92 218+                 |
| 2018       | Return - Wydany: 25 stycznia 2018 - Wytwórnia: YG Entertainment, YGEX - Format: CD, digital download           | 2                 | 12                | 4                 | - KOR: 107 621+ - JPN: 80 783+ |
| 2023       | Take Off - Wydany: 3 maja 2023 - Wytwórnia: 143 Entertainment - Format: CD, digital download                   | 4                 | —                 | —                 | - KOR: 123 054+                |
| Japońskie  | |                   |                   |                   |                                |
| 2018       | Return - Wydany: 26 września 2018 - Wytwórnia: YG Entertainment, YGEX - Format: CD, digital download           |                   | 1                 |                   |                                |
| 2019       | NEW KIDS - Wydany: 27 lutego 2019 - Wytwórnia: YGEX - Format: CD, digital download                             | —                 | 5                 | —                 | - JPN: 27 169+                 |
| 2022       | Flashback [+ I Decide] - Wydany: 6 lipca 2022 - Wytwórnia: YGEX - Format: CD, digital download                 | —                 | 7                 | —                 | - JPN: 11 542+                 |

### Minialbumy
| Rok  | Dane dot. albumu                                                                                               | Najwyższa pozycja | Najwyższa pozycja | Najwyższa pozycja | Sprzedaż                     |
| Rok  | Dane dot. albumu                                                                                               | KOR               | JPN               | US World Albums   | Sprzedaż                     |
| ---- | --- | ----------------- | ----------------- | ----------------- | ---------------------------- |
| 2018 | New Kids: Continue - Wydany: 2 sierpnia 2018 - Wytwórnia: YG Entertainment - Format: CD, digital download      | 2                 | 25                | 4                 | - KOR: 109 481+ - JPN: 3734+ |
| 2018 | New Kids: The Final - Wydany: 1 października 2018 - Wytwórnia: YG Entertainment - Format: CD, digital download | 1                 | 32                | 5                 | - KOR: 58 357+ - JPN: 2275+  |
| 2020 | i DECIDE - Wydany: 6 lutego 2020 - Wytwórnia: YG Entertainment - Format: CD, digital download                  | 3                 | 15                | –                 | - KOR: 56 069+               |
| 2022 | Flashback - Wydany: 3 maja 2022 - Wytwórnia: YG Entertainment - Format: CD, digital download                   | 2                 | 10                | –                 | - KOR: 99 918+               |

### Single
Cyfrowe
- Oneul Mohae (#WYD) (kor. 오늘 모해(#WYD)) (2016)
- Rubber Band (2018)

CD single
| Rok        | Dane dot. albumu                                                                                          | Najwyższa pozycja | Najwyższa pozycja | Sprzedaż       |            |            |
| Rok        | Dane dot. albumu                                                                                          | KOR               | JPN               | Sprzedaż       |            |            |
| Koreańskie | Koreańskie                                                                                                | Koreańskie        | Koreańskie        | Koreańskie     | Koreańskie | Koreańskie |
| ---------- | --- | ----------------- | ----------------- | -------------- | ---------- | ---------- |
| 2017       | New Kids: Begin - Wydany: 22 maja 2017 - Wytwórnia: YG Entertainment, YGEX - Format: CD, digital download | 2                 | 1                 | - KOR: 73 823+ |            |            |
| Japońskie  | |                   |                   |                |            |            |
| 2016       | DUMB & DUMBER - Wydany: 28 września 2016 - Wytwórnia: YGEX - Format: CD, digital download                 | –                 | 1                 |                |            |            |

## Trasy koncertowe
- iKONCERT 2015-16: SHOWTIME Tour
- iKON Japan Tour 2016-2017
- 2017 iKON Japan Dome Tour